# Franklimberg Ribeiro de Freitas
Franklimberg Ribeiro de Freitas é general de Exército da reserva e foi presidente da Fundação Nacional do Índio (FUNAI) em dois períodos, quais sejam, entre maio de 2017 a abril de 2018 e janeiro de 2019 a junho de 2019. Nascido em Manaus (AM), é descendente de indígenas da etnia mura.
Após ingressar no Exército, obteve graduação no curso de infantaria (1976 - 1979) pela Academia Militar das Agulhas Negras (AMAN), mestrado em curso de infantaria (1989 - 1989) pela Escola de Aperfeiçoamento de Oficiais (EsAO) e doutorado em comando e estado-maior (1997 - 1998) pela Escola de Comando e Estado-Maior do Exército (ECEME) . Como oficial general, comandou a 1ª Brigada de Infantaria de Selva (1ª Bda Inf Sl), em Roraima, e, entre 2012 e 2013, esteve à frente do Centro de Operações do Comando Militar da Amazônia (CMA)  .
Após sua ida para a reserva, ocupou o cargo de assessor parlamentar e de relações institucionais do Comando Militar da Amazônia. Em janeiro de 2016 foi nomeado diretor de Promoção ao Desenvolvimento Sustentável (DPDS) da Funai por indicação do Partido Social Cristão (PSC). Em 9 de maio de 2017, assumiu interinamente a presidência da Fundação Nacional do Índio (Funai) após a exoneração de Antônio Fernandes Toninho Costa. Em 19 de abril de 2018, após forte pressão da bancada ruralista, foi exonerado à pedido da presidência da Funai pelo presidente Michel Temer.
Em 16 de janeiro de 2019, foi nomeado para retornar à presidência da Funai pela ministra da Mulher, da Família e dos Direitos Humanos do governo Jair Bolsonaro, Damares Alves. Após menos de cinco meses no cargo, após pressão de deputados da bancada ruralista, foi exonerado em 11 de junho de 2019. Ao deixar o cargo, afirmou que o presidente Jair Bolsonaro estaria sendo mal assessorado pelo então secretário especial de assuntos fundiários do Ministério da Agricultura, Nabhan Garcia:
| “ | Quem assessora o senhor presidente não tem conhecimento de como funciona o arcabouço jurídico que envolve a Funai. O presidente está muito mal assessorado a respeito da condução da política indigenista no país. E quem assessora o senhor presidente da República é o senhor Nabhan. Que quando fala sobre indígena, saliva ódio aos indígenas. | ” |